# Tvboy
Salvatore Benintende, noto anche con lo pseudonimo di TVboy (Palermo, 16 luglio 1980), è un artista e writer italiano.

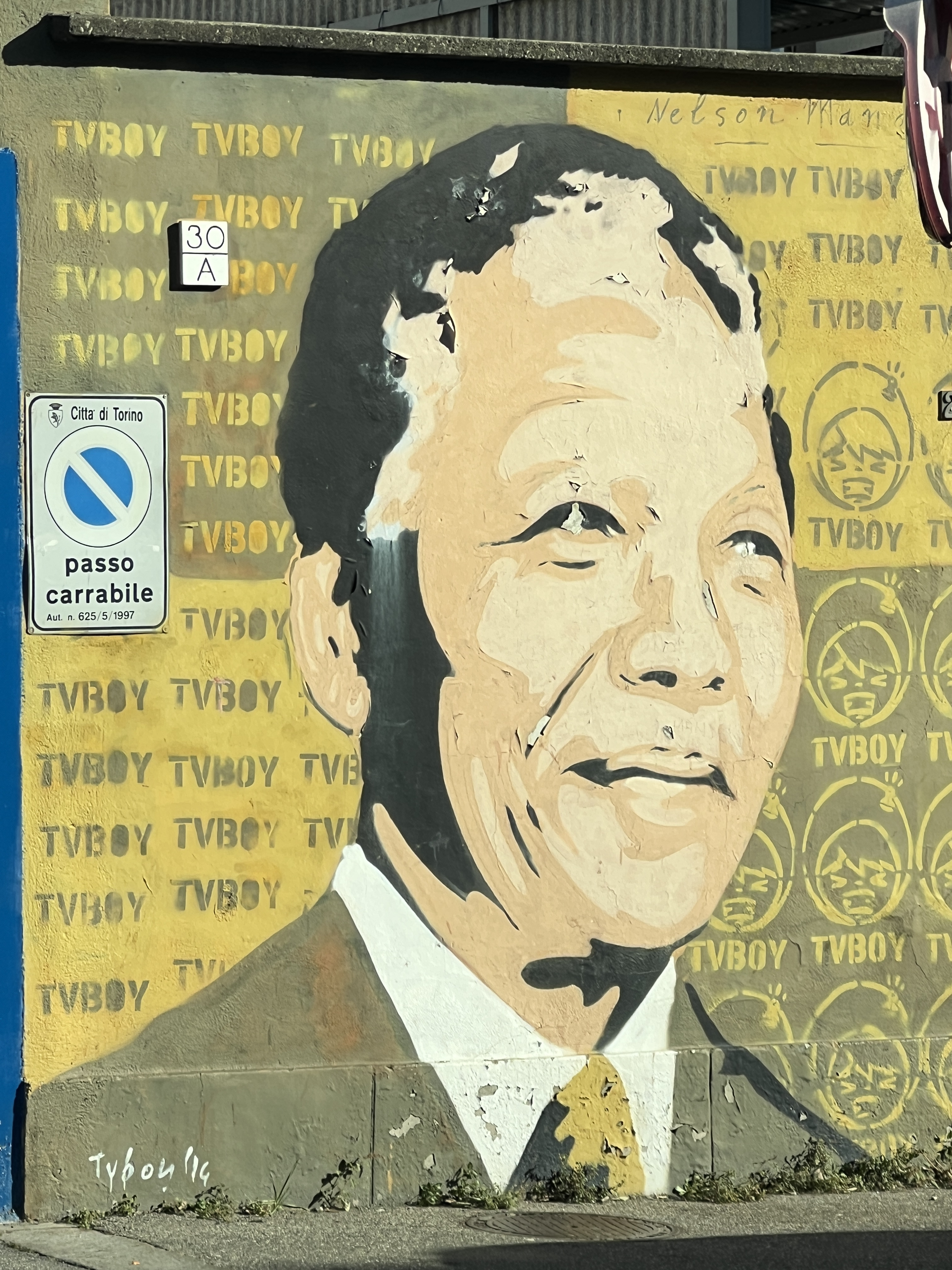
Mandela - TvBoy Torino Borgata Tesso

Artista di strada, è esponente del movimento NeoPop. È noto per il personaggio da lui creato, "TVboy", un alter ego che l'artista raffigura frequentemente come simbolo di distinzione dalla cultura massificata delle nuove generazioni, a opera principalmente della televisione.

## Formazione ed esordi

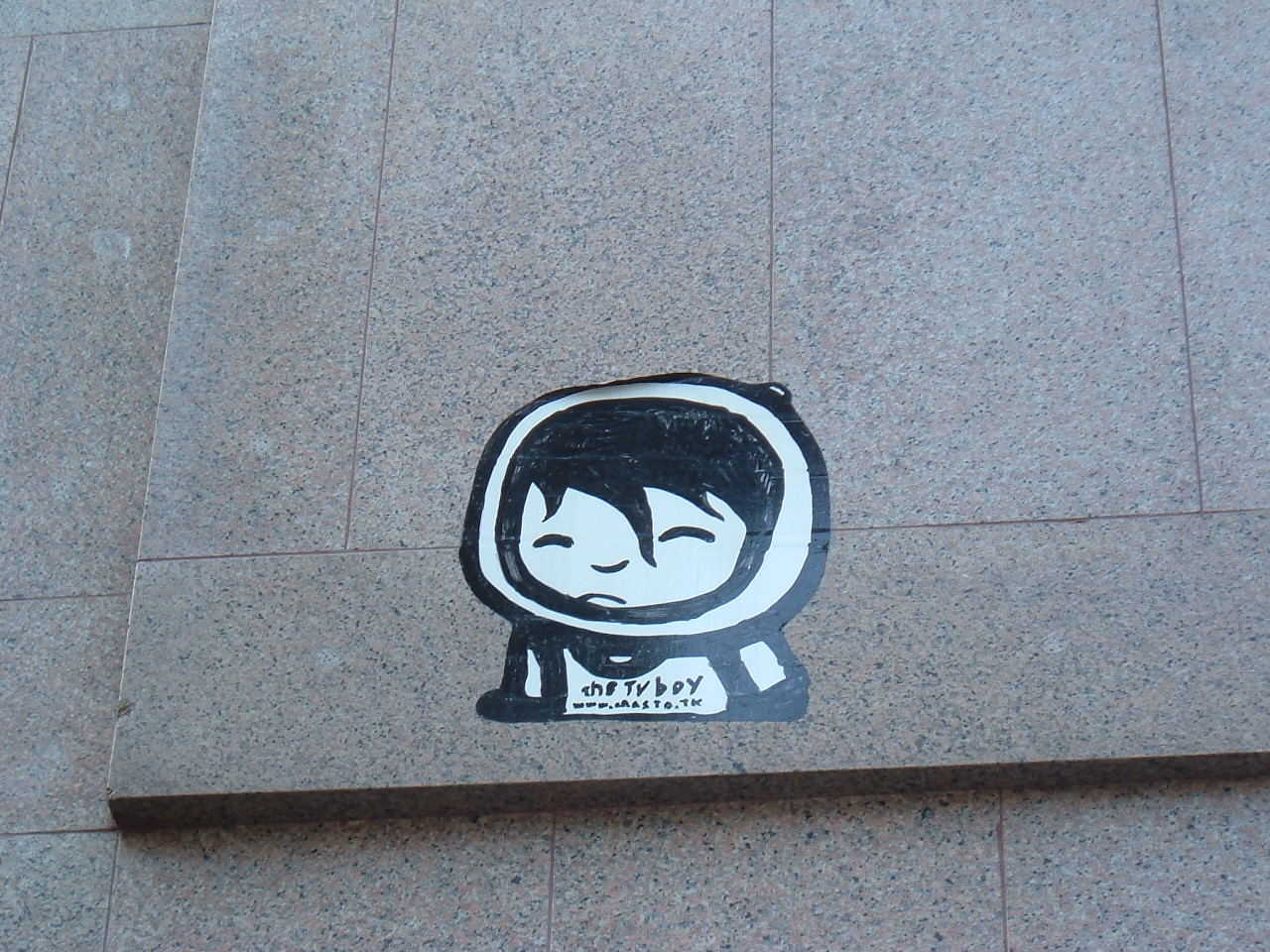
Uno sticker Tvboy a Milano.

Salvatore Benintende nasce a Palermo il 16 luglio 1980, ma molto presto i suoi genitori si trasferiscono per motivi di lavoro a Novate Milanese dove Tvboy cresce, per poi spostarsi a Milano, e completare il proprio percorso di studi.
Il suo esordio sulla scena dell'arte urbana avviene nel 1996, quando comincia a realizzare i primi graffiti tradizionali e i primi esperimenti di lettering sotto lo pseudonimo di “Crasto”.
Nel 1999 si iscrive alla Facoltà di Design Industriale del Politecnico di Milano alla Bovisa e nel 2002 frequenta per un anno la Facoltà di Belle Arti di Bilbao.
Al suo rientro in Italia dopo l'esperienza di studio nella capitale basca la Facoltà di Design di Milano ospita una mostra, nella quale compare per la prima volta il personaggio di “Tvboy”. In quell'occasione utilizza come supporto dei vecchi televisori abbandonati, dipingendo sugli schermi i volti di amici e personaggi dello spettacolo con la tecnica dello stencil. A partire da quella mostra, che riscuote un discreto successo fra gli studenti della facoltà, la definizione di “the tvboy”, il ragazzo della televisione, si aggiunge nella firma dell'artista al nome di Crasto, diventando così “Crasto the tvboy”.

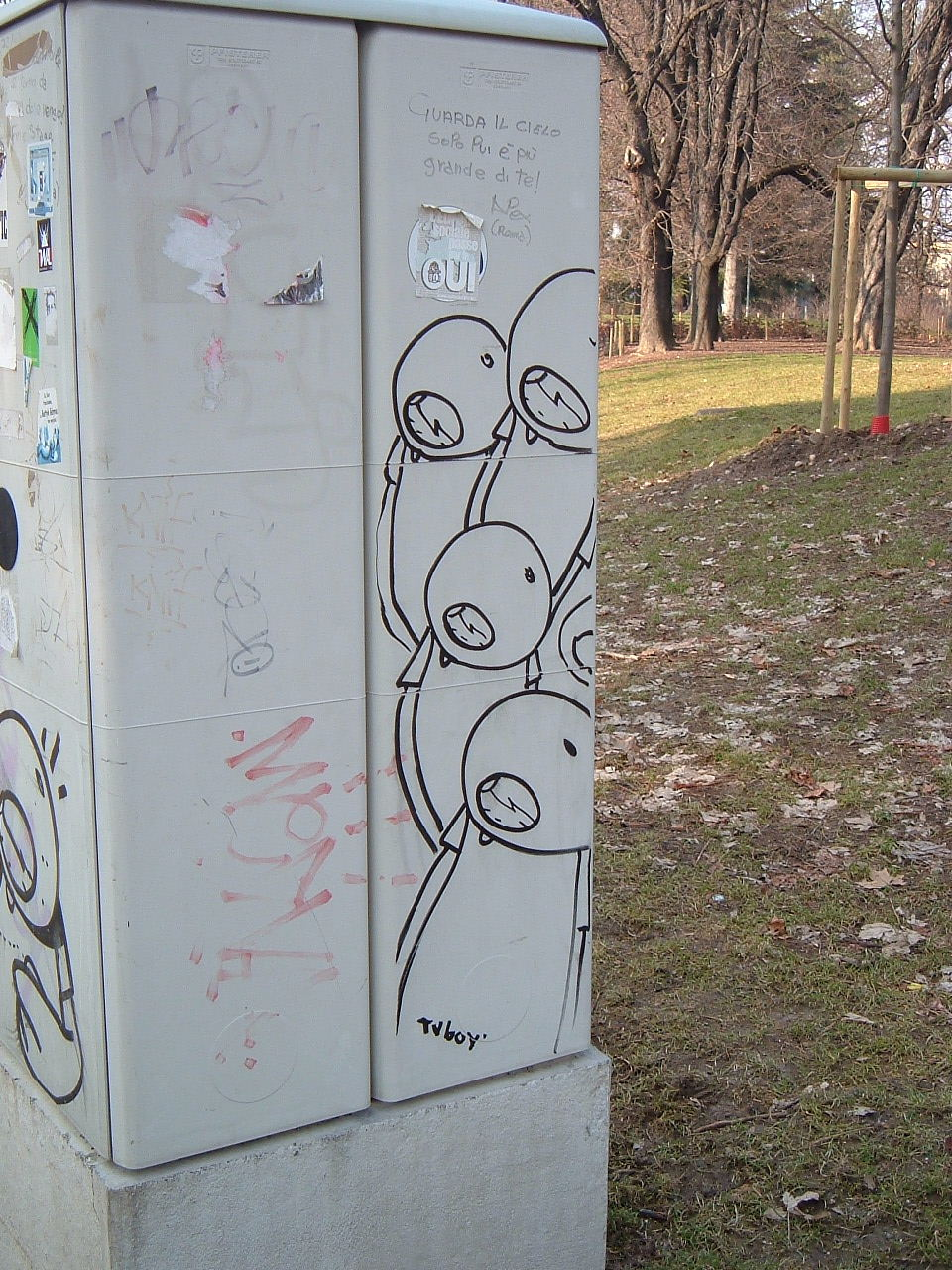
Gruppo di Tvboy disegnati a pennarello su una centralina elettrica di Milano.

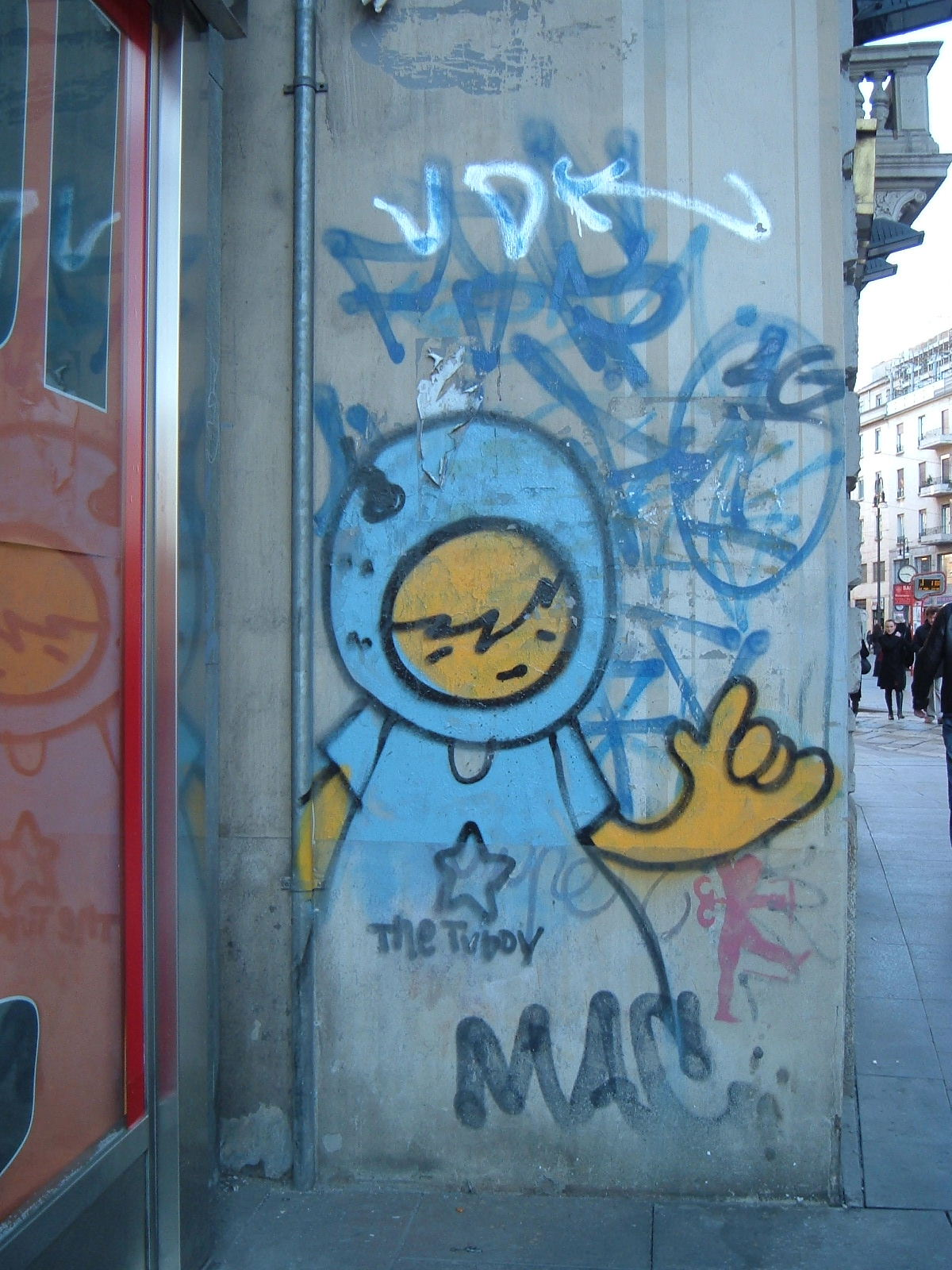
Il personaggio di Tvboy realizzato a spray su un muro di Milano.

Dopo aver realizzato numerosi interventi con la tecnica dello stencil, affiggendo sui muri di Milano l'immagine del volto intrappolato dentro al televisore, lo stesso Tvboy decide di abbandonarla, poiché la considera troppo impersonale. Così comincia a schizzare a mano libera l'immagine di Tvboy, un bambino ispirato allo stile dei cartoon con la faccia dentro uno schermo televisivo, creando un segno ripetitivo e abbastanza stilizzato, replicabile velocemente con pennarello o bomboletta spray, ma sempre diverso.
Ben presto il nome di “Crasto” sparisce dalla firma e dal nome d'arte di Salvatore Benintende, che resta semplicemente “Tvboy”.
Nel frattempo Tvboy comincia ad attaccare sui muri con la tecnica del paste-up anche colorati poster di grandi dimensioni, realizzati in studio a mano con colori acrilici e affissi con colla di farina, ma l'invasione più consistente è quella degli sticker adesivi in bianco e nero, fotocopiati a Xerox su carta adesiva e ritagliati a mano, che sono pensati soprattutto per essere attaccati al retro dei cartelli stradali o su altri elementi di arredo urbano.
Nel periodo tra il 2003 e il 2004 Tvboy diffonde le proprie opere nelle principali città italiane, come Milano, Firenze e Roma, e poi internazionali. Nasce e si consolida il rapporto di amicizia e collaborazione con altri street artist italiani, fra i quali Ivan il poeta di strada, Pao e Bros. Il risultato è una serie di interventi urbani collettivi.

## Carriera
Laureatosi nel 2004 in Disegno industriale con specializzazione in Graphic Design presso il Politecnico di Milano, inizia la propria attività di graphic designer con alcuni incarichi per testate giornalistiche italiane, continuando anche l'attività notturna di street artist.
Nell'inverno del 2004 visita Barcellona per la prima volta, restando colpito e affascinato dalla vivace scena artistica della capitale catalana, dove si rende protagonista di alcuni interventi urbani insieme agli artisti Pez, Lolo, BToy e The London Police. Nel 2005 si trasferisce definitivamente a Barcellona, dove tuttora risiede e ha il proprio studio di design. I primi tempi nella nuova realtà sono molto intensi, segnati da numerosi interventi di arte urbana, ma anche da alcune mostre in gallerie private e luoghi istituzionali come la Iguapop Gallery e il CCCB di Barcellona e il Museo di Storia di Saragozza. Inizialmente lavora come grafico e art director per alcune riviste e nel 2007 apre il suo studio personale e comincia l'attività di libero professionista.
Sempre nel 2007 è invitato a partecipare in Italia a due significative mostre dedicate alla street art. La prima è Street Art Sweet Art, curata da Vittorio Sgarbi e Alessandro Riva al PAC – Padiglione Arte Contemporanea di Milano, in occasione della quale Tvboy presenta una serie di tre tele bianche, mentre dipinge direttamente sulla parete della galleria, proprio per affermare che la street art non può essere intrappolata su una tela dentro un museo. Inoltre, realizza nel giardino del PAC un'opera costituita da un pannello di legno sagomato a forma di televisore, così lo spettatore può inserire il proprio volto dentro lo schermo di Tvboy e diventare protagonista dell'opera. L'altra mostra è Street Up, ospitata dalla Byblos Art Gallery di Verona. Sono proprio queste due importanti occasioni espositive che spingono Salvatore Benintende a continuare a dedicarsi all'arte sotto lo pseudonimo di Tvboy.
Nel 2008 il marchio "Tvboy" viene registrato a livello nazionale e internazionale, avviando contestualmente una serie di collaborazioni con diversi brand commerciali per lo sviluppo di capi di abbigliamento e accessori, ma anche nel settore delle automobili, degli elettrodomestici, della scolastica e dell'editoria, come Fiat, Nescafè, la Rinascente, Seven, Cosimo Panini.
Al 2008 risale la sua prima mostra personale alla WE LOVE Asbaek Gallery di Copenaghen in Danimarca, che gli porta un notevole riscontro nel mondo dell'arte e un ottimo consenso di pubblico. Sempre nello stesso anno è invitato al festival dell'arte di strada Más a L'Avana, Cuba, poi a Beirut in Libano per il progetto Aishti Art Week e a Berna in Svizzera presso il PROGR.
Nel 2009 Tvboy è protagonista di una mostra personale alla galleria CO2 di Roma, intitolata Pop Remixes e curata da Gianluca Marziani, che è il curatore anche della mostra collettiva Scala Mercalli all'Auditorium Parco della Musica di Roma. Qui Tvboy propone una serie di tele in formato gigante (2 x 2,5 metri). In questa occasione Fiat invita Tvboy a dipingere in una performance pubblica un modello della nuova Punto, che viene messo all'asta per devolvere il ricavato in beneficenza.
Nel 2010 gli spazi del Superstudio Più di Milano ospitano una mostra personale di Tvboy, intitolata Mash Up e curata da Jacopo Perfetti, con la pubblicazione del catalogo da parte della casa editrice Skira. La mostra riscuote un grande successo di pubblico e critica, diventando il pretesto per avviare una collaborazione con la Rinascente per la realizzazione di un progetto per le vetrine di numerosi negozi in tutta Italia.
Sempre nel 2010, in occasione del Salone Internazionale del Mobile di Milano, Tvboy collabora con 10elotto, realizzando una performance pubblica nella quale distribuisce maschere del suo personaggio per le strade della città e una mostra. Qui presenta dieci tele di grandi dimensioni (2 x 2 metri e 2 x 2,5 metri) nell'area espositiva del Salone del Mobile e altre tele di dimensioni inferiori nello spazio della fiera dedicato all'arte (art point). In totale si tratta di oltre 50 opere esposte, fra le quali una grande scultura in resina di poliuretano, alta 2 metri e raffigurante Tvboy con in mano pennello e secchio di pittura, e una serie in edizione limitata di sculture in ceramica di 50 cm di altezza del personaggio Tvboy e del suo cane Nico.
Da quel momento l'attività artistica di Tvboy subisce un'ulteriore accelerazione anche a livello internazionale, soprattutto grazie ai numerosi interventi di arte urbana per le strade delle maggiori città europee, come Monaco, Berlino, Londra e Parigi, e negli Stati Uniti, per esempio New York, Los Angeles e San Francisco.
Nel 2012 Tvboy è invitato a esporre presso la galleria N2 di Ignacio de Lasalleta a Barcellona in occasione della mostra Lo Ultimo En Pop Art.
Al 2014 risale la mostra Pop Up Revolution all'MDM Museum di Porto Cervo in Sardegna, dove il nome e l'arte di Tvboy sono affiancate alle opere di grandi protagonisti dell'arte contemporanea internazionale, come Andy Warhol, Keith Haring, Jean-Michel Basquiat e Shepard Fairey aka Obey Giant, provenienti da collezioni private.
Lo stesso onore viene riservato a Tvboy anche nel 2015 in occasione della mostra PopSider organizzata allo spazio OnSider di Barcellona, dove le sue opere compaiono insieme a quelle di Andy Warhol, Keith Haring, Jean-Michel Basquiat e Roy Lichtenstein, provenienti da collezioni private.
Nel 2015 Tvboy è anche invitato a realizzare una tela gigante per il centenario dell'EICMA, la fiera motociclistica di Milano, e per il quarantesimo anniversario della galleria Adriano Ribolzi a Monte Carlo, nel Principato di Monaco.

## Influenze
Lo stile di TvBoy è influenzato sensibilmente dal movimento della Pop art statunitense, in particolare da Andy Warhol, Roy Lichtenstein e Keith Haring, e anche italiana, attraverso le opere di Mario Schifano. 
Altra influenza fondamentale, soprattutto dal punto di vista estetico, è quella dei fumetti, sia i comics americani sia i manga giapponesi. Per esempio, si notano evidenti affinità con i Peanuts di Charles Schulz e con Calvin & Hobbes di Bill Watterson, ma anche con la corrente giapponese del Kawaii e con la subcultura Otaku, soprattutto con lo stile sviluppato nella factory Kaikaii Kiki dell'artista Takashi Murakami.
Naturalmente l'evoluzione di TvBoy è stata segnata dalle numerose collaborazioni con alcuni dei primi street artist italiani, come Pao e Bros, e spagnoli, come El Pez e Lolo, e dal lavoro di altri artisti internazionali, come gli olandesi The London Police.

## Esposizioni
Benintende prese parte nel 2007 all'esposizione collettiva Street Art, Sweet Art. Dalla cultura hip hop alla generazione pop up, tenuta presso il Padiglione d'arte contemporanea di Milano, insieme ad altri esponenti della generazione di street artist italiani già professionalmente riconosciuti e istituzionalizzati.